# 香川大吾
香川 大吾（かがわ だいご、1997年2月9日 - ）は、広島県出身の、日本の柔道家である。階級は100kg超級。身長180cm。体重130kg。血液型はO型。段位は五段。組み手は左組み。得意技は大外刈。愛称はドカベン。

## 経歴
柔道は7歳の時に可部道場で始めた。小学校6年の時には全国少年柔道大会の団体戦で3位になった。
可部中学から崇徳高校に進むと、2年の時にはインターハイ個人戦の100kg超級初戦で静岡学園高校の佐藤和哉に大内返で敗れた。しかし、団体戦では決勝で対戦した岡山県の作陽高校を含めて6戦全てを一本勝ちして、チームの初優勝に貢献した。2014年3月には全日本選手権の中国予選に出場すると、高川学園高校の田中源大を破るなどして優勝を飾り、昨年の佐藤に続く、高校生での全日本選手権出場を2位の田中とともに果たすことになった。17歳2か月20日での出場は、従来の記録である松井勲の17歳8ヶ月を更新する史上最年少記録ともなった。続く高校選手権無差別では、準決勝で天理高校の古田伸悟に隅落で敗れて3位に終わると、団体戦でも準決勝の修徳高校戦で小川雄勢に技ありで敗れて3位にとどまった。3年になると、4月の全日本選手権では初戦となる2回戦で90kg級の選手である石川県警の藤田武志を有効で破って、3回戦で元チャンピオンである高橋和彦に合技で敗れたものの、史上最年少で1勝をあげることになった。8月のインターハイ団体戦では3回戦で敗れて2連覇はならなかったが、個人戦では決勝で田中を払腰で破るなどオール一本勝ちで優勝を飾った。
2015年には東海大学へ進学すると、1年の時には優勝大会で2位になった。2年の時には優勝大会で優勝を飾った。3年の時には優勝大会で2連覇を果たした。全日本ジュニアでは準決勝で国士舘高校1年の斉藤立を技ありで破るなどして優勝した。世界ジュニアでは準々決勝でヨーロッパジュニアチャンピオンであるロシアのイナル・タソエフに腕挫十字固で敗れるも、その後の3位決定戦でオランダのユール・スパイカースを袈裟固で破って3位になった。初開催となった男女混合による団体戦では、初戦から決勝まで自らが試合に出る以前にチームが勝利を決めてしまったために、結局一度も試合に出ることなく優勝を果たした。4年の時には6月の優勝大会で3連覇を飾った。
2019年4月からは綜合警備保障の所属となった。11月の講道館杯では決勝まで勝ち上がるも、大学と会社の先輩である熊代佑輔に技ありで敗れて2位だった。グランドスラム・大阪では準々決勝でブラジルのラファエル・シルバを合技で破るが、準決勝でタソエフに合技で敗れると、3位決定戦でもウズベキスタンのアリシェル・ユスポフに裏投げで敗れて5位に終わった。2021年12月の全日本選手権では準々決勝で旭化成の羽賀龍之介に内股の技ありで敗れて5位だった。2022年4月の全日本選手権では3回戦で長府工産の原沢久喜に反則負けを喫した。全日本強化選手選考会では2位だったが、実業個人選手権で優勝した。10月の講道館杯では3位だった。2023年4月の体重別では3位だった。8月の実業個人選手権では決勝で田中に隅落で敗れて2位だった。
2025年4月の全日本選手権では準々決勝で旭化成の太田彪雅を3－0の判定で破ると、準決勝では同じく旭化成の前年のチャンピオンである中野寛太を技ありで破って決勝まで進むと、長府工産の原沢久喜を大内刈の技ありで破って、今大会初優勝を果たした。7月のグランドスラム・ウランバートルでは準決勝で地元モンゴルのバトフヤグ・ゴンチグスレンに内股で敗れて3位だった。

## 戦績
- 2008年 -　全国少年柔道大会 団体戦 3位
- 2012年 -　インターハイ 団体戦 5位
- 2013年 -　金鷲旗 5位
- 2013年 -　インターハイ 団体戦 優勝
- 2014年 -　高校選手権 個人戦 3位 団体戦　3位
- 2014年 -　インターハイ 個人戦 優勝
- 2014年 -　全日本ジュニア 3位
- 2014年 -　エクサンプロヴァンスジュニア国際 優勝
- 2015年 -　ブレーメンジュニア国際 2位
- 2015年 - 優勝大会 2位
- 2015年 -　全日本ジュニア 5位
- 2016年 -　優勝大会 優勝
- 2017年 -　優勝大会 優勝
- 2017年　- 全日本ジュニア 優勝
- 2017年 -　国体 成年男子の部 2位
- 2017年 -　世界ジュニア 個人戦 3位 団体戦 優勝
- 2018年 -　ヨーロッパオープン・オーバーヴァルト 3位
- 2018年 -　優勝大会 優勝
- 2019年 -　講道館杯 2位
- 2019年 -　グランドスラム・大阪 5位
- 2020年 -　講道館杯 5位
- 2021年 -　全日本選手権 5位
- 2022年 -　全日本強化選手選考会 2位
- 2022年 - 実業個人選手権 優勝
- 2022年 -　講道館杯　3位
- 2023年 - 体重別　3位
- 2023年 - 実業個人選手権　2位
- 2023年 -　講道館杯　5位
- 2024年 - 体重別 3位
- 2024年 -　国スポ　3位
- 2025年 - 全日本選手権 優勝
- 2025年 - グランドスラム・ウランバートル　3位

（出典、JudoInside.com）